# Флаг Луганской Народной Республики
Госуда́рственный флаг Луга́нской Наро́дной Респу́блики — один из официальных государственных символов подконтрольной России Луганской Народной Республики наряду с гербом и гимном. Представляет собой прямоугольное полотнище из трёх равновеликих полос: верхней — голубого, средней — синего и нижней — красного цвета. Отношение ширины флага к его длине составляет 2:3.
Согласно Конституции ЛНР, описание и порядок официального использования Государственного флага устанавливаются законом Луганской Народной Республики.

## Цвета флага
Цвета флага Луганской Народной Республики определяются «Законом О Государственном флаге Луганской Народной Республики».
| Цвета | Голубой     | Синий    | Красный |
| ----- | ----------- | -------- | ------- |
| RGB   | 100-200-255 | 0-57-166 | 240-0-0 |
| HTML  | #64C8FF     | #0039A6  | #F00000 |

- Голубой цвет символизирует высокую энергию, цвет Богородицы.
- Синий цвет символизирует упорство и постоянство.
- Красный цвет символизирует кровь, пролитую за свободу народа.

## Предыстория

Флаг организации «Донецкая республика» до весны 2014 года

В отличие от ДНР, где с флагом в общем и целом определились ещё задолго до событий весны 2014 года, в Луганской области до этого времени не существовало значительных автономистских движений, выступавших за создание самостоятельного государства или автономии конкретно в границах Луганской области. Общественная организация Донецкая республика, возглавившая протестное движение в Донбассе, изначально ставила целью возрождение государственности всего Донбасса. Само слово донецкая в названии организации является отсылкой к существовавшей ранее Донецко-Криворожской советской республике, чьё название происходит от Донецкого каменноугольного бассейна и, в отличие от названия Донецкой области, никак не связано с названием города Донецк (до 1924 года носившего название Юзовка). Таким образом, провозглашение ДНР в границах Донецкой области 7 апреля 2014 года создало определённую заминку касательно статуса Луганской области, определения её лидеров (все лидеры Донецкой республики автоматически оказались лидерами Донецка, а не Луганска), а также её символики.
Лишь 27 апреля (спустя 20 дней после провозглашения ДНР) была провозглашена Луганская Народная Республика. В это время в социальных сетях параллельно появились различные флаги — неофициальные претенденты на государственный символ новой республики, придуманные энтузиастами. В их основе лежали 2 разных подхода.
Первый подход основывался на том, что ЛНР — это тоже часть Донбасса, она также входила в состав Донецко-Криворожской советской республики, которой чёрно-сине-красный флаг приписывают лидеры Донецкой республики, и поэтому ЛНР имеет право и должна иметь ту же чёрную полосу на флаге, символизирующую цвет угля, как на флаге ДНР. Поэтому в интернете в апреле 2014 года получили распространение чёрно-сине-красные триколоры, но с надписью «Луганская Республика» и совершенно разными гербами на нём.

Флаг Луганска: герб города на голубом фоне

Второй вариант, который в итоге и стал наиболее используемым и на котором основан текущий официальный флаг, связан с рассмотрением Луганской области в контексте «большой Новороссии», а не только Донбасса. В связи с этим появились флаги остальных потенциальных республик, которые могли стать частью будущей федеративной Новороссии. Все эти флаги придумывались также энтузиастами, какие-то из них в иллюстрациях от разных людей совпадали (то есть заимствовались друг у друга), какие-то отличались. По сути своей это были простые вариации флага ДНР с заменой некоторых атрибутов. Отличительная черта такого подхода — для всех потенциальных республик предусматривались триколоры, но цвета на этих триколорах не должны были полностью совпадать. Соответственно, для тех условных республик, для которых можно было выделить конкретный цвет, их символизирующий, этот цвет по возможности и использовался. В большинстве случаев это были цвета, взятые с символики административных центров соответствующих областей (например, розовый цвет для Запорожской республики, зелёный цвет для Харьковской республики, белый и синий цвета для Херсонской республики, жёлтый цвет для Одесской республики, синий с фиолетовым оттенком для Днепропетровской республики). Для Луганской республики так появился флаг с голубой полосой сверху, поскольку именно этот цвет является фоновым на флаге города Луганска.

Флаг России — основной флаг протестующих против новых властей Украины весной 2014 года

В итоге, к празднику Дня Победы 9 мая 2014 года решение насчёт официального флага руководителями ЛНР так и не было принято. Всё это время с момента начала акций протеста фактическим флагом протестующих был российский триколор. Но помимо него, к 9 мая были изготовлены также популярные в то время флаги с георгиевской лентой и флаги с голубой, синей и красной полосой, получившие распространение в интернете. По своему виду они не сильно отличались от российского флага, а потому были хорошо приняты населением. Двуглавый орёл был взят тот же самый, что и на гербе России, были лишь заменены цвет (золотой на белый), а также изображение внутри щита в центре (герб Луганска вместо ездца).
К моменту проведения референдумов о самоопределении республик Донбасса появилось новое изображение флага ДНР, которое отличалось от того, которое использует организация Донецкая республика. Изображение двуглавого орла претерпело значительные изменения. Это изображение широко применялось на агитационных плакатах в ДНР. Оно же (с небольшими изменениями) на некоторое время распространилось в интернете как герб на будущем флаге ЛНР. Но данное изображение орла в итоге так и не стало гербом ни ДНР, ни ЛНР.
После того как 11 мая прошёл референдум о статусе региона, сепаратисты пытались провести конкурс на флаг ЛНР. Но в итоге флаг так и не был выбран, а по факту до ноября 2014 года продолжал использовался флаг, представленный 9 мая или его вариация — флаг тех же цветов, но с надписью «Новороссия».

## История
Впервые флаг ЛНР был водружён 30 апреля 2014 года над зданием мэрии в городе Алчевске. Второй раз он был представлен общественности 9 мая 2014 года во время митинга по случаю Дня Победы в Луганске. Флаг представлял собой триколор из голубой, синей и красной горизонтальных полос. В центре флага изображался герб — двуглавый орёл с гербом Луганска на груди, сверху и снизу от которого, на голубой и красной полосах, помещались слова «Луганская» и «Республика», выполненные в стиле русского устава. Изначально на флаге изображался белый орёл со скипетром и державой.

Наиболее распространённый флаг с середины лета до ноября 2014 года

После того как в конце мая 2014 года ДНР и ЛНР изъявили намерение объединиться в «Новороссию», появился новый вариант флага — с изображением белого орла с лентой внизу и надписью «Новороссия». Данный орёл на флаге почти полностью повторял орла с флага организации Донецкая республика: то же отсутствие короны (заменена на державу), та же лента, отличаются только текст в ней и изображение в центре (герб Луганска вместо архангела Михаила).
Помимо этого иногда использовался третий вариант — золотой орёл с кирками Подобное изображение орла официально использовалось на печати МВД ЛНР. На фоне этого флага Валерий Болотов зачитал 14 августа 2014 года телевизионное обращение об уходе с поста главы ЛНР.
4 ноября 2014 года на церемонии инаугурации вновь избранного главы ЛНР Игоря Плотницкого использовались голубо-сине-красные флаги с эмблемой в виде трёхчастного щита, в котором изображались подсолнух, конь и шахта.
В левой части щита изображён подсолнух на зелёном фоне, в правой — белый конь на красном фоне, в нижней — угледобывающий завод на синем фоне. С левой и с правой стороны от щита изображены пшеничные колосья. Колосья соединены синей лентой с надписью: «ВОЛЯ СВОБОДНЫХ ЛЮДЕЙ», которая проходит в нижней части флага. В верхней части флага надпись: «ЛНР». С левой и с правой стороны от этой надписи изображены звёзды в три ряда. Ряды наклонены вниз. В верхнем ряду три звезды находящиеся в крайней правой стороне по отношению к среднему ряду в правой группе звёзд, три звезды в крайней левой стороне по отношению к среднему ряду в левой группе звёзд. В среднем ряду изображены по четыре звезды с левой и с правой стороны от надписи: «ЛНР». В нижнем ряду три звезды находящиеся в крайней левой стороне по отношению к среднему ряду в правой группе звёзд, три звезды в крайней правой стороне по отношению к среднему ряду в левой группе звёзд.
В 2018 году в закон о флаге были внесены правки, убравшие изображение герба.

## Галерея

Флаг ЛНР, фактически использовавшийся с 9 мая 2014[28][29]
Флаг ЛНР 2 ноября 2014 — 26 ноября 2014
Флаг ЛНР c 26 ноября 2014

### Варианты

Вариант флага ЛНР до 2 ноября 2014
Вариант флага ЛНР до 2 ноября 2014
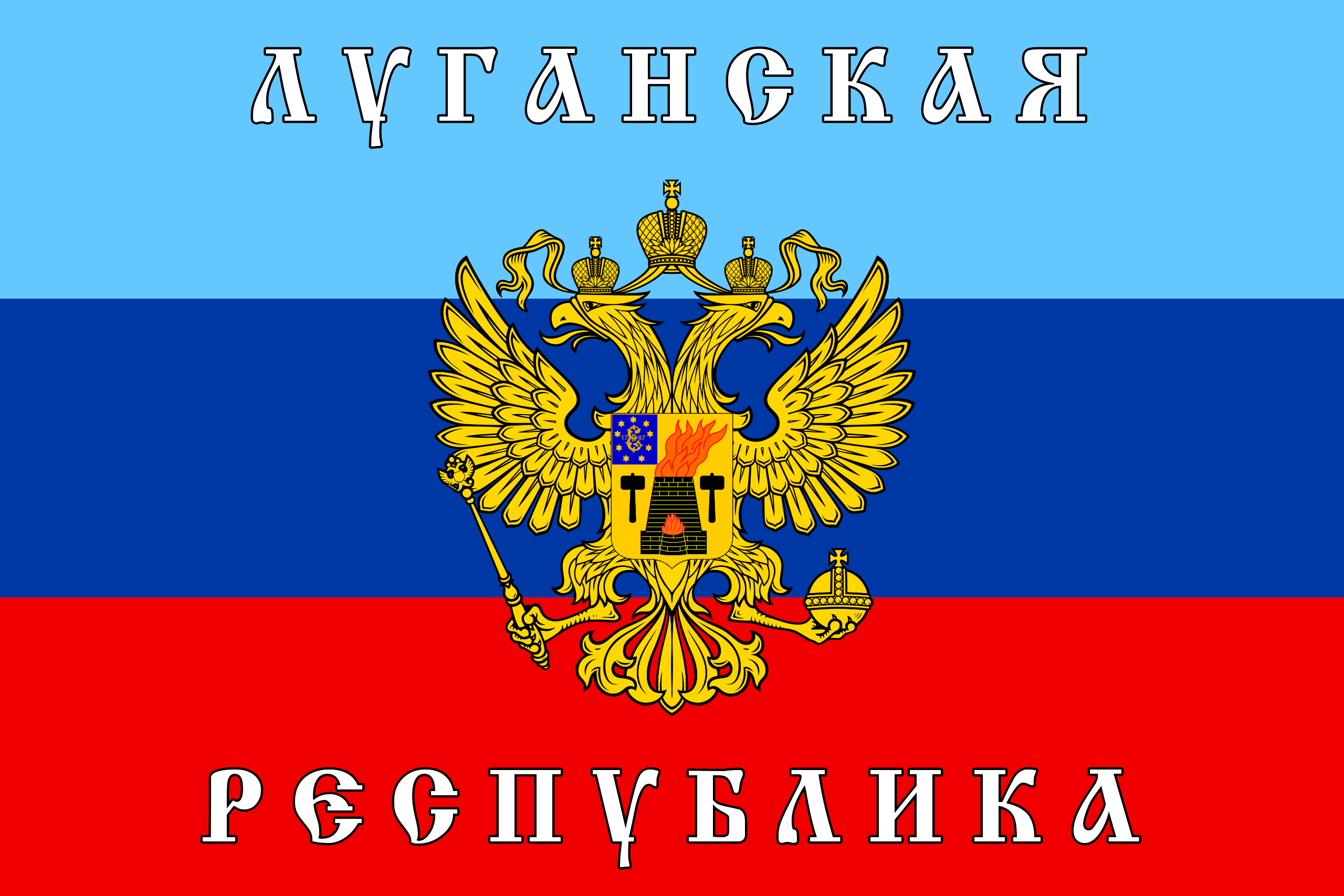
Вариант флага ЛНР фактически использовался до 2 ноября 2014
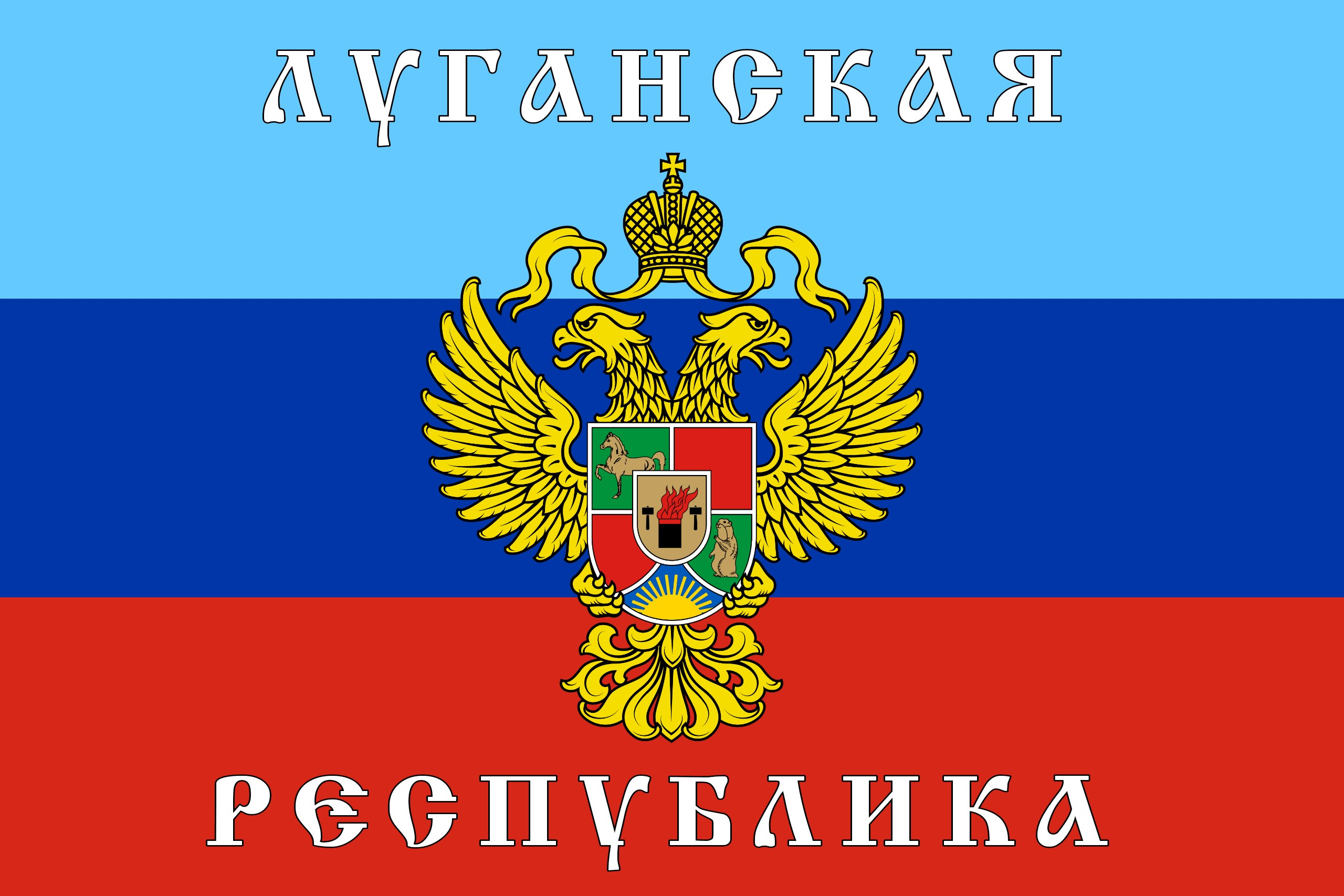
Вариант флага ЛНР фактически использовался до 2 ноября 2014
Вариант современного флага ЛНР

## Интересные факты
Цвета компании «BMW M» неоднократно путали с флагом ЛНР, что приводило к различным инцидентам.